# Friend of the Night
A Friend of the Night a Mogwai egy dala a Mr Beast stúdióalbumukról, egyben hatodik kislemezük, amelyet 2006. január 30-án adott ki a Play It Again Sam Európában.
Az album a 40 legjobb brit kislemez listáján a 38. lett.

## Számlista
Az összes dal szerzője a Mogwai. 
| 1.    | Friend of the Night | 5:28 |
| 2.    | Fresh Crown         | 4:42 |
| 3.    | 1% of Monster       | 3:46 |
| 13:56 |                     |      |

## Közreműködők

### Mogwai
- Stuart Braithwaite
- Dominic Aitchison
- Martin Bulloch
- Barry Burns
- John Cummings – producer, keverés

### Gyártás
- Tony Doogan – producer, keverés

## Fordítás
Ez a szócikk részben vagy egészben  a   Friend of the Night című angol Wikipédia-szócikk ezen változatának fordításán alapul.  Az eredeti cikk szerkesztőit annak laptörténete sorolja fel. Ez a jelzés csupán a megfogalmazás eredetét és a szerzői jogokat jelzi, nem szolgál a cikkben szereplő információk forrásmegjelöléseként.